# 天安千树

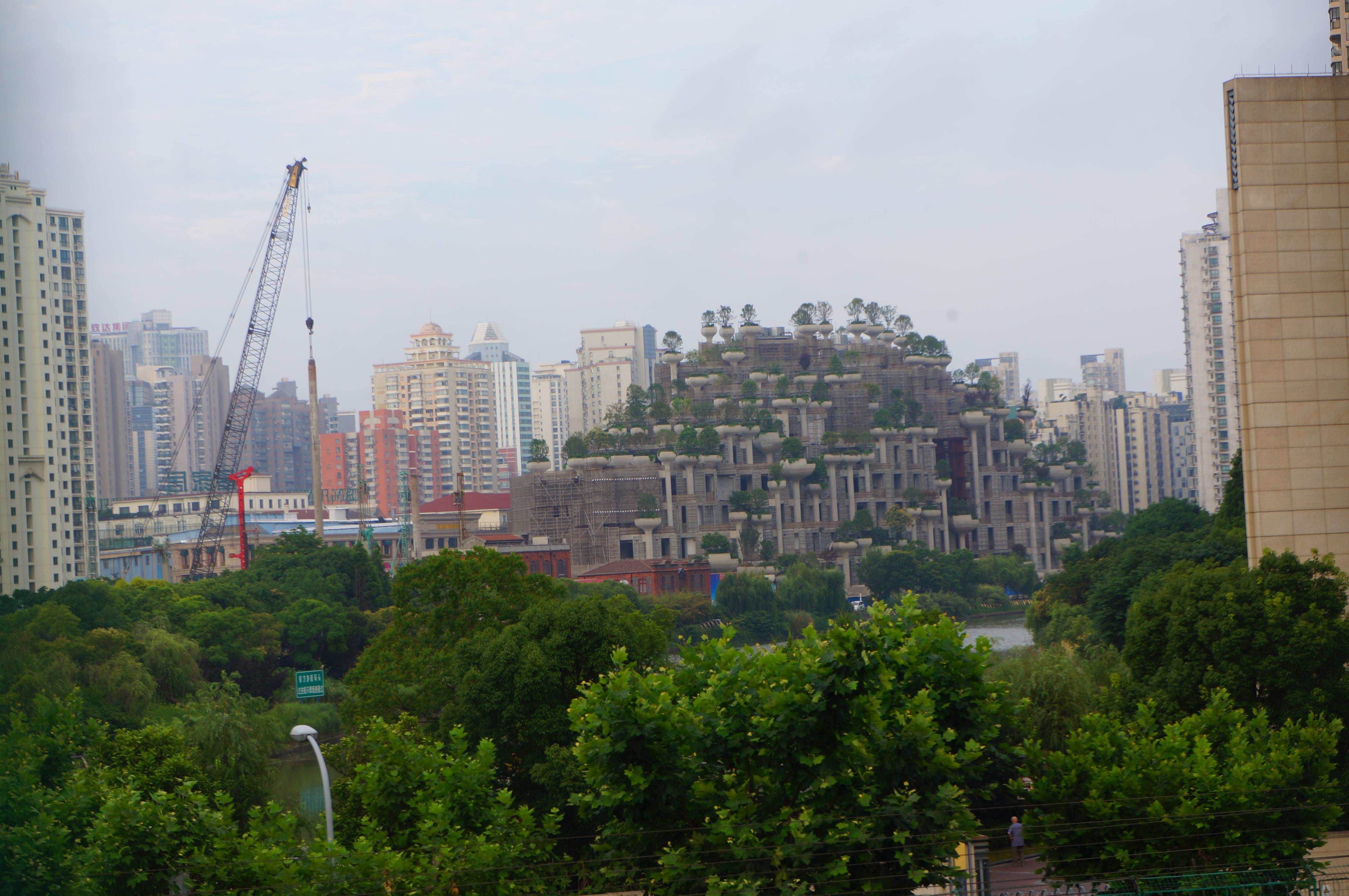
建设中的天安千树（2018年）

大洋晶典·天安千树是中華人民共和國上海市普陀區昌化路莫干山路蘇州河河畔的一個山型购物中心，天安千树由英国的建筑设计师托马斯·赫斯维克设计，灵感来自于中国的黄山与古巴比伦空中花园。天安千树有由400级台阶、1000根结构柱形成的山峰树状露台，上面种植了1000多棵植物。 

## 历史
天安千树所在地為阜丰福新面粉厂旧址，內部仍然保留4棟歷史建築。天安千树于2021年12月22日开业。開業當天，有超120家商户与商场同步开业。2023年5月28日成為上海首批“美术新空间”。
2023年4月，天安千树二期主体结构封顶。天安千树二期包含上海首家凯悦甄选设计师酒店、创意办公、商业、4栋保护建筑。

## 外部連結
- 官方网站